# Miklós Vidor
Miklós Vidor (ur. 22 maja 1923 w Budapeszcie, zm. 9 marca 2003 tamże) – węgierski pisarz, poeta, tłumacz i dziennikarz.
Pierwsze wiersze zamieszczał w gazetach i czasopismach już jako gimnazjalista. Pierwszy tomik poezji wydał w wieku 19 lat. Pisał powieści, scenariusze słuchowisk radiowych i przedstawień kukiełkowych.

## Wyróżnienia i nagrody
- Nagroda im. Attili Józsefa (1955)

## Wybrane utwory
- 1969: Dupla vagy semmi (Wszystko albo nic, 1973)